# Division 1 (Bélgica) 2007-08
La Primera División de Bélgica 2007/08 fue la 105.ª temporada de la máxima competición futbolística en Bélgica.

## Tabla de posiciones
| Pos | Equipo             | PJ | PG | PE | PP | GF | GC | DG  | Pts |
| --- | ------------------ | -- | -- | -- | -- | -- | -- | --- | --- |
| 1   | Standard de Lieja  | 34 | 22 | 11 | 1  | 61 | 19 | +42 | 77  |
| 2   | R.S.C. Anderlecht  | 34 | 21 | 7  | 6  | 59 | 31 | +28 | 70  |
| 3   | Club Brujas        | 34 | 20 | 7  | 7  | 45 | 30 | +15 | 67  |
| 4   | Cercle Brugge      | 34 | 17 | 9  | 8  | 62 | 33 | +29 | 60  |
| 5   | Germinal Beerschot | 34 | 16 | 7  | 11 | 46 | 34 | +12 | 55  |
| 6   | Gent               | 34 | 14 | 10 | 10 | 57 | 46 | +11 | 52  |
| 7   | Zulte Waregem      | 34 | 13 | 8  | 13 | 47 | 54 | -7  | 47  |
| 8   | Charleroi          | 34 | 13 | 7  | 14 | 41 | 45 | -4  | 46  |
| 9   | Westerlo           | 34 | 12 | 9  | 13 | 43 | 37 | +6  | 45  |
| 10  | Genk               | 34 | 12 | 9  | 13 | 54 | 55 | -1  | 45  |
| 11  | Lokeren            | 34 | 9  | 15 | 10 | 32 | 33 | -1  | 42  |
| 12  | Excelsior Mouscron | 34 | 12 | 6  | 16 | 38 | 43 | -5  | 42  |
| 13  | Malinas            | 34 | 10 | 10 | 14 | 45 | 52 | -7  | 40  |
| 14  | Roeselare          | 34 | 9  | 11 | 14 | 36 | 55 | -19 | 38  |
| 15  | Mons               | 34 | 7  | 12 | 15 | 37 | 45 | -8  | 33  |
| 16  | Dender             | 34 | 9  | 6  | 19 | 33 | 59 | -26 | 33  |
| 17  | Sint-Truiden       | 34 | 6  | 9  | 19 | 32 | 58 | -26 | 27  |
| 18  | Brussels           | 34 | 4  | 7  | 23 | 27 | 66 | -39 | 19  |

PJ = Partidos jugados; PG = Partidos ganados; PE = Partidos empatados; PP = Partidos perdidos; GF = Goles a favor; GC = Goles en contra; DG = Diferencia de goles; Pts = Puntos
|  | Tercera ronda de clasificación de la Liga de Campeones |
|  | Segunda ronda de clasificación de la Liga de Campeones |
|  | Primera ronda de la Copa de la UEFA                    |
|  | Segunda ronda de clasificación de la Copa de la UEFA   |
|  | Segunda ronda de la Copa Intertoto                     |
|  | Descenso a la Segunda División                         |

## Goleadores
|   | Jugador              | Equipo             | Goles |
| - | -------------------- | ------------------ | ----- |
| 1 | Joseph Akpala        | Charleroi          | 18    |
| = | Elyaniv Barda        | Genk               | 16    |
| = | Milan Jovanović      | Standard de Lieja  | 16    |
| = | Mbaye Leye           | Zulte Waregem      | 16    |
| = | Sanharib Malki       | Germinal Beerschot | 16    |
| 6 | Dieumerci Mbokani    | Standard de Lieja  | 15    |
| 7 | Mahamadou Dissa      | Roeselare          | 14    |
| 8 | Aloys Nong           | YR KV Mechelen     | 13    |
| 9 | Dominic Foley        | Gent               | 11    |
| = | Bryan Ruiz           | Gent               | 11    |
| = | François Sterchele † | Club Brujas        | 11    |
| = | Bertin Tomou         | Mouscron           | 11    |

† François Sterchele murió el 8 de mayo de 2008 en un accidente automovilístico y por lo tanto no pudo completar la temporada.